# Xanthia togata
Xanthia togata là một loài bướm đêm thuộc họ Noctuidae. Loài này có ở châu Âu.
Sải cánh dài 27–30 mm. Chiều dài cánh trước là 13–16 mm. Con trưởng thành bay từ tháng 8 đến tháng 10 tùy theo địa điểm.
Ấu trùng ăn liễu và dương, but in a later stage also nhiều loại thực vật thân thảo.

## Hình ảnh

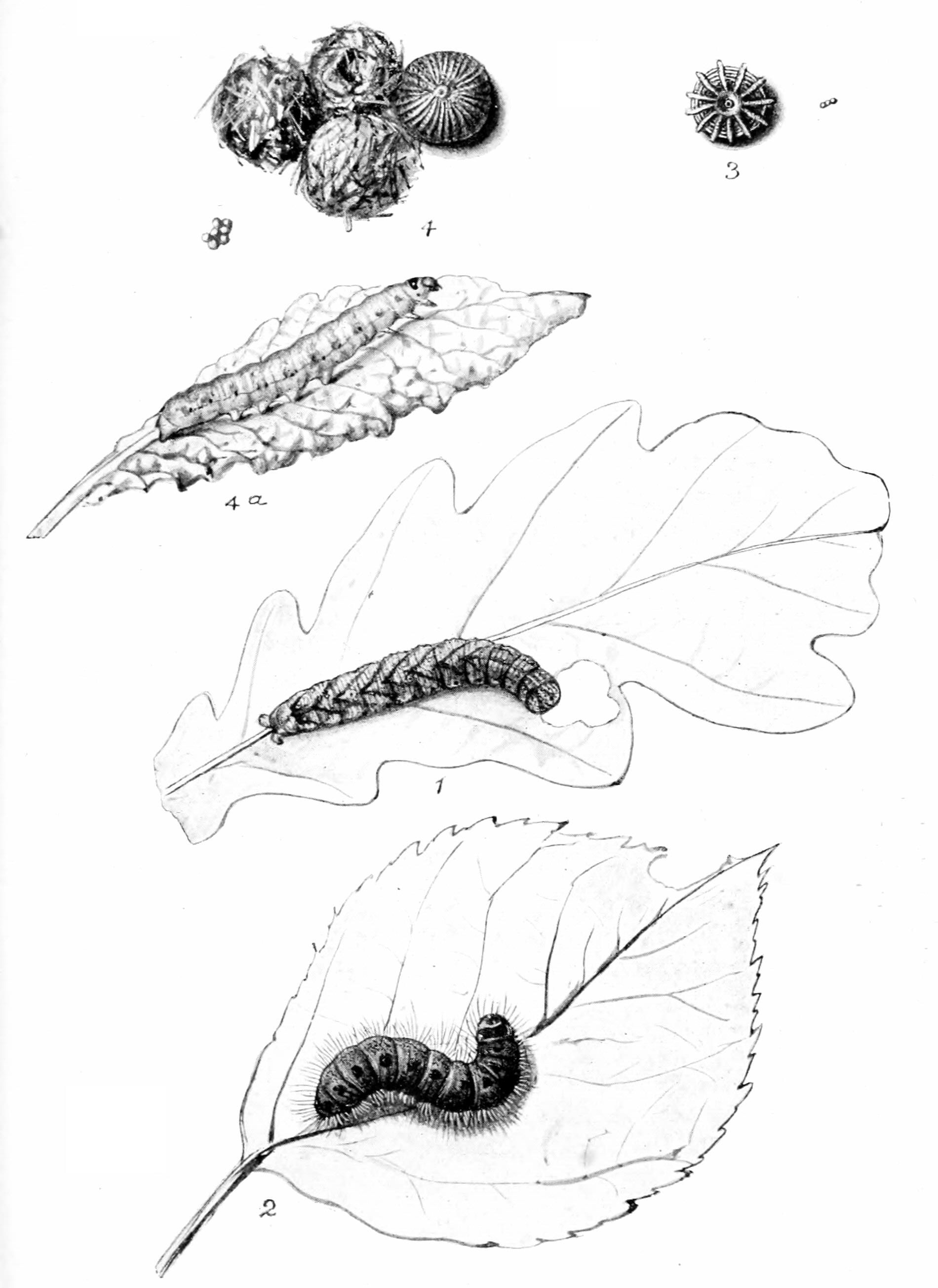
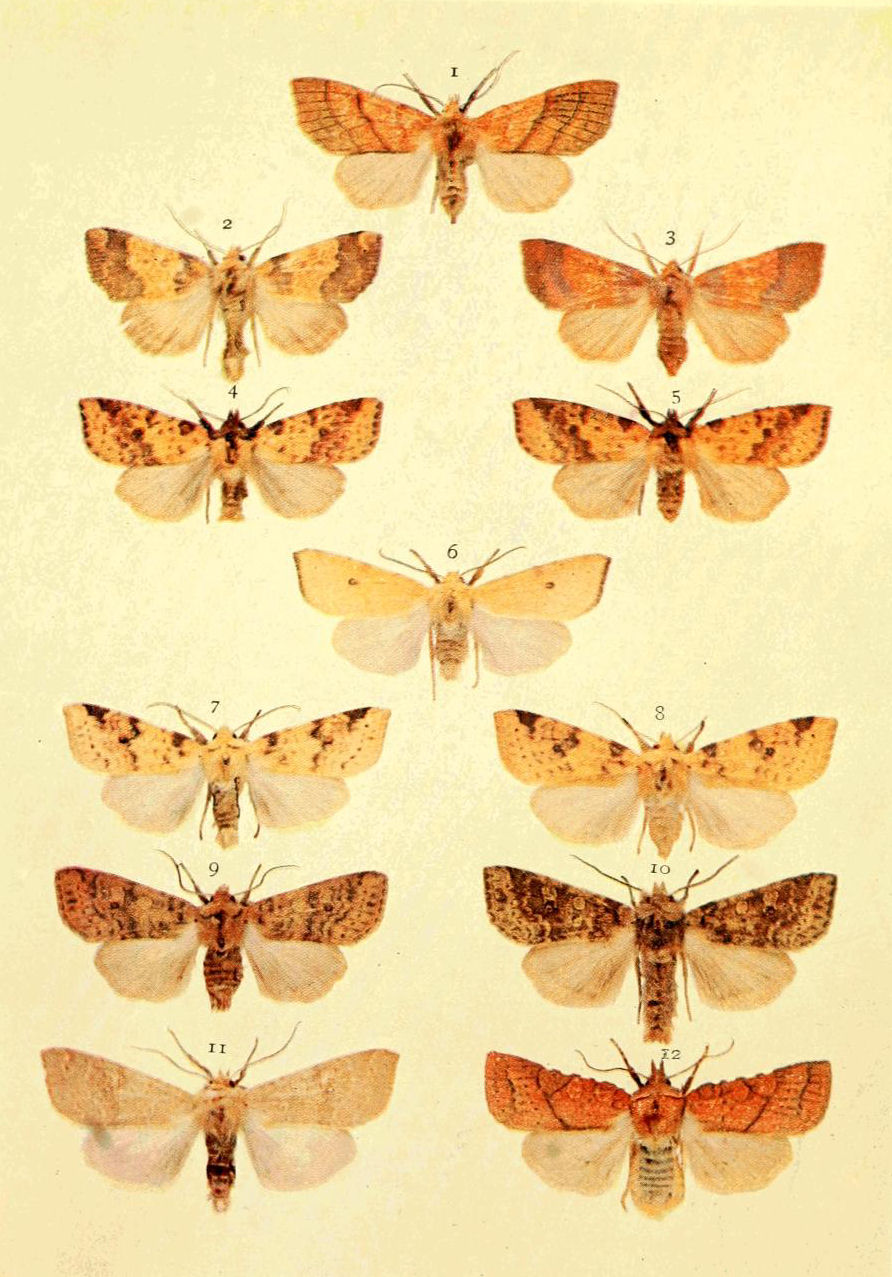
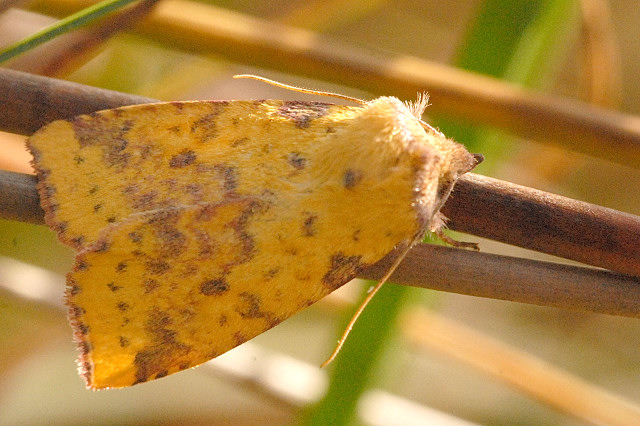